# Bastien Midol
Bastien Midol (ur. 3 sierpnia 1990 w Annecy) – francuski narciarz dowolny specjalizujący się w skicrossie.
Po raz pierwszy na arenie międzynarodowej pojawił się 25 marca 2010 roku w Megève, kiedy w zawodach krajowych zajął 10. miejsce. Nie startował na mistrzostwach świata juniorów.
W zawodach Pucharu Świata po raz pierwszy wystąpił 12 stycznia 2011 roku w L’Alpe d’Huez, gdzie zajął 27. miejsce. Tym samym już w debiucie zdobył pierwsze punkty. Na podium zawodów tego cyklu pierwszy raz stanął 6 lutego 2015 roku w Arosie, kończąc rywalizację na trzeciej pozycji. Wyprzedzili go jedynie Victor Öhling Norberg ze Szwecji i Rosjanin Siergiej Ridzik. W sezonie 2018/2019 zajął drugie miejsce w klasyfikacji generalnej, a w klasyfikacji skicrossu był najlepszy. Ponadto w klasyfikacji skicrossu zajmował też trzecie miejsce w sezonach 2014/2015, 2020/2021 i sezonie 2021/2022.
Podczas mistrzostw świata w Voss w 2013 roku wywalczył srebrny medal. Rozdzielił tam swego rodaka Jeana Frédérica Chapuisa i Johna Tellera z USA. Był też między innymi dziewiąty na mistrzostwach świata w Solitude w 2019 roku i mistrzostwach świata w Idre dwa lata później. W 2022 roku wziął udział w igrzyskach olimpijskich w Pekinie, zajmując jedenastą pozycję.

## Osiągnięcia

### Igrzyska olimpijskie
| Miejsce | Dzień     | Rok  | Miejscowość | Konkurencja | Zwycięzca  |
| ------- | --------- | ---- | ----------- | ----------- | ---------- |
| 11.     | 18 lutego | 2022 | Pekin       | Skicross    | Ryan Regez |

### Mistrzostwa świata
| Miejsce | Dzień       | Rok  | Miejscowość   | Konkurencja | Zwycięzca             |
| ------- | ----------- | ---- | ------------- | ----------- | --------------------- |
| 2.      | 10 marca    | 2013 | Voss          | Skicross    | Jean Frédéric Chapuis |
| 14.     | 25 stycznia | 2015 | Kreischberg   | Skicross    | Filip Flisar          |
| 17.     | 18 marca    | 2017 | Sierra Nevada | Skicross    | Victor Öhling Norberg |
| 9.      | 2 lutego    | 2019 | Solitude      | Skicross    | François Place        |
| 9.      | 13 lutego   | 2021 | Idre Fjäll    | Skicross    | Alex Fiva             |
| 8.      | 26 lutego   | 2023 | Bakuriani     | Skicross    | Simone Deromedis      |

### Puchar Świata

#### Miejsca w klasyfikacji generalnej
- sezon 2010/2011: 122.
- sezon 2011/2012: 214.
- sezon 2012/2013: 119.
- sezon 2013/2014: 228.
- sezon 2014/2015: 17.
- sezon 2015/2016: 28.
- sezon 2016/2017: 99.
- sezon 2017/2018: 84.
- sezon 2018/2019: 2.
- sezon 2019/2020: 25.

Od sezonu 2020/2021 klasyfikacja skicrossu zastąpiła klasyfikację generalną.
- sezon 2020/2021: 3.
- sezon 2021/2022: 3.
- sezon 2022/2023: 14.

#### Miejsca na podium w zawodach
1. Arosa – 6 lutego 2015 (skicross) – 3. miejsce
2. Megève – 13 marca 2015 (skicross)  – 2. miejsce
3. Pjongczang – 28 lutego 2016 (skicross) – 1. miejsce
4. Innichen – 21 grudnia 2018 (skicross) – 2. miejsce
5. Innichen – 22 grudnia 2018 (skicross) – 2. miejsce
6. Idre – 19 stycznia 2019 (skicross) – 2. miejsce
7. Blue Mountain – 26 stycznia 2019 (skicross) – 2. miejsce
8. Sołniecznaja dolina – 23 lutego 2019 (skicross) – 1. miejsce
9. Sołniecznaja dolina – 24 lutego 2019 (skicross) – 1. miejsce
10. Veysonnaz – 17 marca 2019 (skicross) – 3. miejsce
11. Val Thorens – 7 grudnia 2019 (skicross) – 2. miejsce
12. Innichen – 22 grudnia 2019 (skicross) – 2. miejsce
13. Megève – 1 lutego 2020 (skicross) – 2. miejsce
14. Idre – 20 stycznia 2021 (skicross) – 1. miejsce
15. Reiteralm – 19 lutego 2021 (skicross) – 3. miejsce
16. Secret Garden – 27 listopada 2021 (skicross) – 3. miejsce
17. Val Thorens – 11 grudnia 2021 (skicross) – 2. miejsce
18. Innichen – 19 grudnia 2021 (skicross) – 2. miejsce
19. Innichen – 20 grudnia 2021 (skicross) – 1. miejsce
20. Reiteralm – 16 lutego 2023 (skicross) – 3. miejsce